# Маттиони, Фелипе
Фели́пе Маттио́ни Ро́де (порт.-браз. Felipe Mattioni Rohde; 15 октября 1988, Ижуи) — бразильский футболист, защитник.

## Карьера
Фелипе начал свою карьеру в 2004 году в клубе «Гремио», однако в основе команды он дебютировал лишь 3 года спустя, продемонстрировав высокий класс игры в молодёжном первенстве Бразилии до 20 лет. В официальном матче за «Гремио» Маттиони впервые сыграл в 2008 году, в матче с «Наутико Ресифи», в котором Гремио выиграл 2:0. 29 ноября 2008 года предприниматель Мино Райола выкупил часть прав на футболиста, надеясь выгодно продать его в Европу. 7 января 2009 года Фелипе объявил, что перешёл в клуб «Милан» на правах аренды, в том же интервью бразилец сказал, что он получил итальянский паспорт, так как корни его родителей в Италии и он сам чувствует себя итальянцем, 14 января соглашение Фелипе и «Милана» было окончательно оформлено и подтверждено. Первую игру в составе «Милана» Маттиони провёл в товарищеском матче против клуба «Рейнджерс», завершившийся вничью — 2:2. Принял участие лишь в одном матче Серии А в составе «Милана».
26 августа 2009 года испанский клуб «Мальорка» взял Маттиони в аренду на год с правом выкупа его контракта за 2 миллиона евро. За этот клуб футболист провёл 20 матчей и забил 1 гол.
28 июля 2010 года Маттиони перешёл в «Эспаньол», подписав контракт на 5 лет. 4 сентября 2011 года Фелипе получил разрыв крестообразных связкок колена и выбыл из строя на полгода.